# Эспосито, Мариана
Мариана «Лали» Эспосито (англ. Mariana «Lali» Espósito; 10 октября 1991, Буэнос-Айрес, Аргентина) — аргентинская актриса и певица, прославившаяся благодаря главной роли в сериале «Почти ангелы».

## Биография
Лали Эспосито (настоящее имя — Мариана Эспосито Эррера Эспосито), родилась в семье Карлоса Эспосито, футбольного тренера, и Марии Хосе Эррера. У неё есть старшая сестра, Ана Лаура и старший брат, Патрисио.
С 2006 по 2010 года Эспосито встречалась с актёром и коллегой по сериалам «Девчушки навсегда» и «Почти ангелы» — Хуаном Педро «Питером» Лансани. С 2011 года и по середину июля 2015 года состояла в отношениях с Бенхамином Амадео, также актёром.
Мариана дебютировала в 6 лет, 1998 году, в детской программе «Карамелито и ты» (исп. Caramelito y vos). Далее последовал её первый кинодебют — детский телесериал «Уголок света» (исп. Rincón de luz) от продюсера Крис Морены (Cris Morena), в котором Лали сыграла одну из главных персонажей — Малену «Коко» Кабрера. Через год, появилась в роли Роберты в сериале «Флорисьента», ещё одной успешной работе Крис. В 2006 году Лали исполнила роль Августины Росс в сериале «Ребята навсегда» (исп. Chiquititas sin fin).
В 2007 году Эспосито получила свою первую значимую роль на телевидении Аргентины, сыграв Марианеллу «Мар» Тенерико Ринальди в сериале «Почти Ангелы» (исп. Casi ángeles) производства Cris Morena Group. Вскоре, сериал стал самым популярным сериалом среди подростков в Аргентине, Латинской Америке и Израиле. Сериал, длившийся с 2007 по 2010 год и включавший в себя 4 сезона, побил все рейтинги и получил множество наград. Также Лали, наравне с другими актёрами сериала «Почти Ангелы» стала членом группы «Teen Angels» (Лали Эспосито, Питер Лансани, Николась Рьера, Гастон Дальмау, Эухения Суарес (позднее — Росио Игарсабаль), которая была основана во время съемок сериала, и существовала с 2007 по 2012 год.
В 2011 году Мариана снялась в новом сериале Томаса Янкелевича — «Когда ты мне улыбаешься» (исп. Cuando me sonreís), с Факундо Араной, Хулиетой Диас и Бенхамином Рохасом в главных ролях. В следующем году, Мариана снялась в фильме «Главный бой в моей жизни» (исп. La pelea de mi vida), с Мариано Мартинесем и Федерико Амадором в главных ролях. Также у неё была роль второго плана в телесериале «Сладкая любовь» (исп. Dulce amor).
Также Лали сыграла роль Даниэлы Кусто в сериале «Только ты» (исп. Solamente vos), наряду с Адрианом Суаром, Наталией Орейро и Марией Эухенией Суарес. Трансляция сериала началась в январе 2013 года на канале «El Trece». Вскоре сериал стал одним из самых рейтинговых проектов на телеэкранах Аргентины.
В июне 2013 года Лали заявила, что хочет начать сольную карьеру. В августе этого же года она выпустила свой первый сольный сингл «A Bailar» («Танцевать»). В сентябре 2013 года состоялось первое шоу Лали на котором она исполнила первые песни своего сольного альбома «A Bailar», «Asesina» («Убийца»), «Del Otro lado» («Я по другую сторону») и также представила поклонникам свой первый клип на песню «A Bailar». 21 марта 2014 года певица выпустила свой первый сольный диск под названием «A Bailar» и вместе с ним 2 клипа на песни из этого альбома. Альбом вышел на первое место в Аргентине и странах Латинской Америки. 19 апреля начался сольный тур Лали «A Bailar Tour 2014» в поддержку своего сольного альбома.
В 2013 году были выпущены духи под названием «Лали».
В июле 2013 года в ежегодной премии «Kids Choice Awards Argentina» Лали номинировали в 3 личных номинациях (Лучшая актриса ТВ, Лучшая певица, Лучший твиттер) и в 1 совместно с группой «Teen Angeles» за фильм приуроченный к распаду группы «Teen Angeles Adiós 3D» (2012 год). 18 октября этого же года стало известно, что Лали выиграла во всех 3-х личных номинациях и 1 совместно с группой, последнюю награду получили Лали совместно с Питером Лансани, бывшим возлюбленным и коллегой, с которым они сохраняют дружеские отношения по сей день. 25 февраля Лали стала победительницей в категории «Лучший латиноамериканский артист» в ежегодной премии «Kids Choice Awards USA».
В мае 2014 года вышел фильм с участием Лали «A los 40» (производство Перу). Это стало её первым международным проектом в качестве актрисы.
С 2015 по 2016 год играла главную роль в сериале «Надежда моя», выходившем на канале El Trece. В 2018 году она сыграла главную роль в фильме «Обвиняемая», премьера которого состоялась на 75-м Венецианском кинофестивале.